# 유기농산
유기농산(Yugginongsan Co.,Ltd.)은 2001년 설립된 유기농/친환경 전문 업체이다.
한국 최초로 유기농식품을 수입, 유통하였으며 Eden, Spectrum, Probios 등의 유기농회사들과 함께 일하고 있다.
또한 Organic Story 라는 프리미엄 유기농브랜드를 운영하고 있다. 2016년 현재 경기도 하남에 사옥이 위치하고 있다.